# Марко Вовчок
Марко́ Вовчо́к, при народженні Марія Олександрівна Вілінська, у першому шлюбі Маркович, в другому — Лобач-Жученко (10 (22) грудня 1833, маєток Єкатерининське, Єлецький повіт, Орловська губернія, Російська імперія (тепер Липецька область РФ) — 28 липня (10 серпня) 1907, хутір Долинськ, Терщина, Російська імперія (нині район міста Нальчик, Кабардино-Балкарська республіка, РФ) — українська письменниця, перекладачка. Її твори мали антикріпацьке спрямування та описували історичне минуле України. У 1860-х здобула значної літературної слави в Україні після публікації в 1857 році україномовної збірки «Народні оповідання». Збагатила українську літературу низкою нових жанрів, зокрема соціально-феміністичною повістю («Інститутка»). Повість «Маруся» в перекладі-адаптації французькою стала популярною в Західній Європі кінця XIX ст. Після скандалу щодо плагіату її перекладів російською у 1870-х майже припинила літературну кар'єру.
Одружена з українським етнографом Опанасом Марковичем та російським офіцером Михайлом Лобачем-Жученком, мати російського публіциста Богдана Марковича, троюрідна сестра російського літературознавця Дмитра Писарєва, старша сестра російського письменника Дмитра Вілінського та тітка українського дипломата Олександра Вілінського.
Донині різняться думки з приводу авторства українських творів Марка Вовчка. З середини XIX століття тривають дискусії щодо її magnum opus «Народні оповідання»: значна частина літературознавців (зокрема, й редактор збірки Пантелеймон Куліш) вважає що збірка була написана в співавторстві з Опанасом Марковичем.

## Життєпис

### Раннє дитинство в Росії

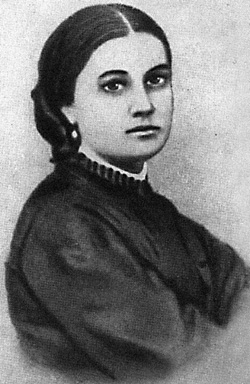
Марія Вілінська

Народилася 10 (22) грудня 1833 року в маєтку Єкатерининське Єлецького повіту Орловської губернії у збіднілій російській дворянській сім'ї. Зростала в російськомовному середовищі. Підліткою у 1845 році виховувалася в приватному пансіоні в Харкові. На формуванні поглядів позначилося тривале перебування в інтелігентних сім'ях російських родичів, зокрема батьків Д. І. Писарєва (пізніше — критика й близького друга).

### Український період
В салоні Маріїної тітки К. П. Мардовіної в Орлі часто збиралися відомі письменники й фольклористи. Там у 16 років познайомилася з українським фольклористом і етнографом Опанасом Марковичем, засланим до Орла за участь у діяльності Кирило-Мефодіївського товариства. 1850 чи 1851 року одружилася з ним. Проживаючи з Марковичем у 1851–1858 роках у Чернігові, Києві, та Немирові, глибоко вивчила життя, культуру та мову українського народу.
Збірка перших українськомовних творів Марко Вовчок, написаних у Немирові та надрукованих під назвою «Народні оповідання» (Санкт-Петербург, 1857), відразу стала надзвичайно популярною серед української інтелігенції. Попри те, що до першої збірки увійшло лише 11 невеликих творів (серед них оповідання «Сестра», «Козачка», «Чумак», «Одарка», «Сон», «Панська воля», «Викуп»), вона справила велике враження на літературно-громадську думку. У Немирові Вілінська почала писати соціальну повість «Інститутка», яка пізніше з'явилася у журналі «Основа» і яку вона завершила наступного року в Петербурзі.

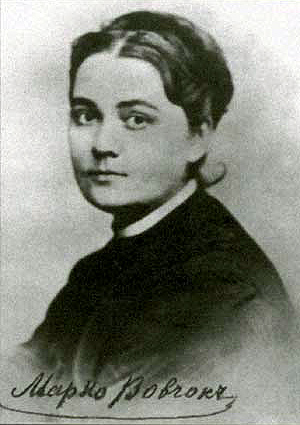
Марко Вовчок

### Перший російський період
На початку 1859 року Вілінська переїздить до Петербурга разом з Марковичем. У 1859 році у Москві друкується більшість її перших оповідань російською у збірці «Рассказы из народного русского быта» (укр. Розповіді з народного російського побуту, 1859). У Петербурзі вона входить у коло українських письменників та культурних діячів, зокрема колишніх кирило-мефодіївських побратимів Маркевича Василя Білозерського, Миколи Костомарова, Пантелеймона Куліша та Тараса Шевченка. По-дружньому прийняла співвітчизницю і громада російських літераторів, зокрема Іван Тургенєв, Микола Некрасов, Олексій Плещеєв, Олексій Писемський, та Едвард Желіговський-Сова

### Європейський період

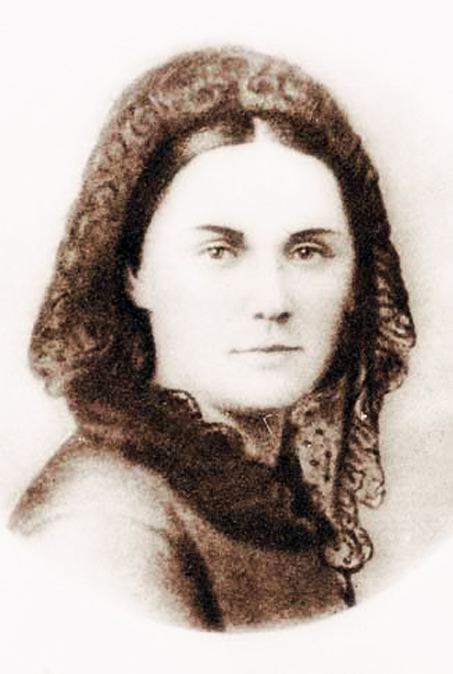
Марко Вовчок

У квітні 1859 року їде з Марковичем за кордон.
Під час перебування в 1859–1867 роках у Франції, Німеччині, Швейцарії, Італії зустрічається з Дмитром Менделєєвим, Олександром Бородіним, Іваном Сєченовим. За сприяння Івана Тургенєва знайомиться з Жулем Верном, Олександром Герценом та Левом Толстим. Також Вілінська пише оповідання та казки французькою, друкуючи їх в паризькому «Журналі виховання й розваги» П.-Ж. Сталя (Етцеля).
За кордоном Вовчок зустрічалася з чеськими письменниками Йосифом Фрічем, Яном Нерудою та була близькою до кола польських літераторів і революційних емігрантів. Згодом брала участь у розповсюдженні в Росії революційних видань Герцена, організовувала для «Колокола» матеріали політично-викривального характеру.
У перші роки за кордоном закінчує оповідання «Ледащиця», «Пройдисвіт», пише оповідання «Два сини» (1861). У західний період Марко Вовчок як українська прозаїкиня розробляла жанри психологічної повісті («Три долі») й оповідання («Павло Чорнокрил», «Не до пари»), історичної повісті й оповідання для дітей («Кармелюк», «Невільничка»), створила жанр соціально-побутової казки («Дев'ять братів і десята сестриця Галя»). Частина цих творів увійшла до другої збірки «Народних оповідань» (Санкт-Петербург, 1862).
На матеріалі французької дійсності, пізнаної під час перебування у Парижі, Вілінська створила цикл художніх нарисів, об'єднаних назвами «Листи з Парижа» (журнал «Мета», Львів, червень-липень 1865) та «Витяги листів з Парижа» (газета «Санкт-Петербурзькі вісті», рос. Отрывки писем из Парижа, «Санкт-Петербургские ведомости», 1864–1866).
Маркович повернувся з-за кордону сам і більше не бачився з дружиною й сином, хоча й посилав ще кілька років гроші для сім'ї.

### Другий російський період

Марко Вовчок в останні роки свого життя у Нальчику

Повернувшись до Петербурга у 1867 році, Вілінська почала писати повісті російською: «Жили да были три сестры» (укр. Жили були три сестри), «Червонный король» (укр. Чирвовий король), «Тюлевая баба» (укр. Тюлівське бабище), «Глухой городок» (укр. Глухе містечко). Зблизилася з видавцями журналу «Вітчизняні нотатки» (рос. Отечественные записки) М. Некрасовим, М. Салтиковим-Щедріним, Г. Єлисеєвим, вела в цьому журналі рубрику закордонної літератури, публікувала оригінальні російськомовні твори й переклади російською європейських класиків з французької, англійської, німецької, польської.
У 1867—1872 роках Вілінська яскраво розкрилася як російська прозаїкиня. У журналі «Вітчизняні нотатки» надрукувала романи «Живая душа» (укр. Жива душа), «Записки причетника» (укр. Нотатки паламаря), «Сельская идиллия» (укр. Сільська ідилія) тощо. Також в цей період переклала російською багато творів французької, англійської, німецької, польської літератур, зокрема, 15 романів Жюля Верна. Виступає Марко Вовчок і як критик (цикл «Мрачные картины», (укр. Похмурі картини)), редакторка петербурзького журналу «Переклади кращих іноземних письменників» (рос. Переводы лучших иностранных писателей, 1871—1872). До участі в журналі вона залучила багатьох жінок-перекладачок із провінції.

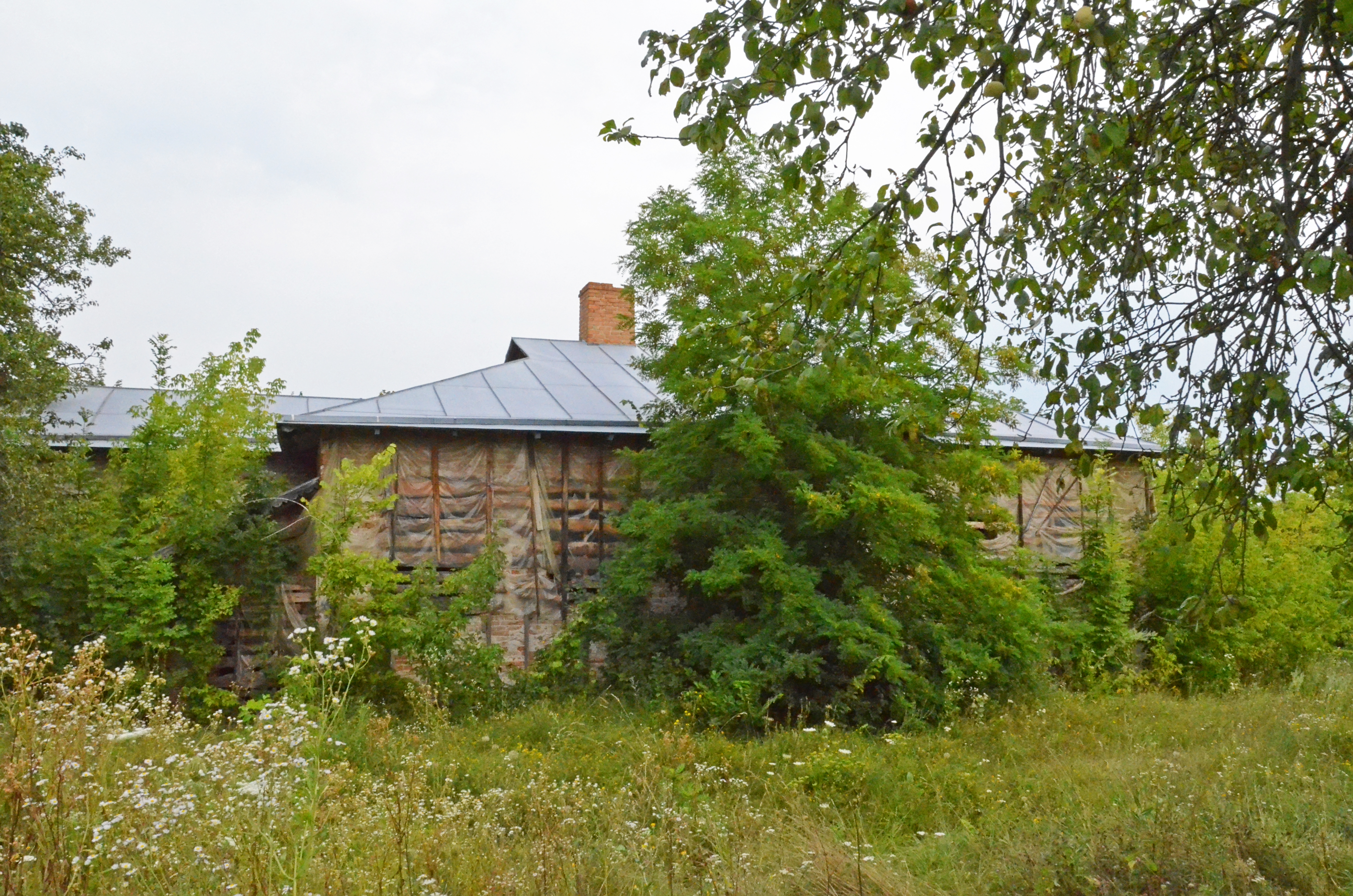
Будинок в с. Хохітва поблизу Богуслава, де мешкала Марко Вовчок

Після скандалу навколо авторства російських перекладів та краху в зв'язку з цим журналу «Переклади кращих іноземних письменників», Вовчок 1872 року виїжджає з Петербурга та оселяється в маєтку знайомих у Тверській губернії. Мешкаючи відтак у «провінції», продовжувала писати російською. Зокрема, у цей час з'явилися романи й повісті «Теплое гнездышко» (укр. Тепле гніздечко, 1873), «В глуши» (укр. У дичині, 1875), «Отдых в деревне» (укр. Відпочинок у селі, 1876—1899) тощо.
1878 — одружується вдруге зі значно молодшим Михайлом Лобачем-Жученком і наступні 30 років мешкає в місцях служби чоловіка у різних місцевостях Російської імперії (Ставрополь, Богуслав, Нальчик). Зокрема, у 1887–1893 — у с. Хохітва (Київська губернія). 
У липні — серпні 1885 Марко Вовчок тимчасово проживала у будинку Київської удільної контори, нині   МОЗ, Грушевського, 7. Прибула до Києва по дорозі із Ставрополя до Богуслава, куди її чоловік М. Лобач-Жученко одержав призначення наглядача удільного округу. Пізніше, відвідуючи Київ, Марко Вовчок не раз зупинялася у цьому
будинку, зокрема у 1886-1887.

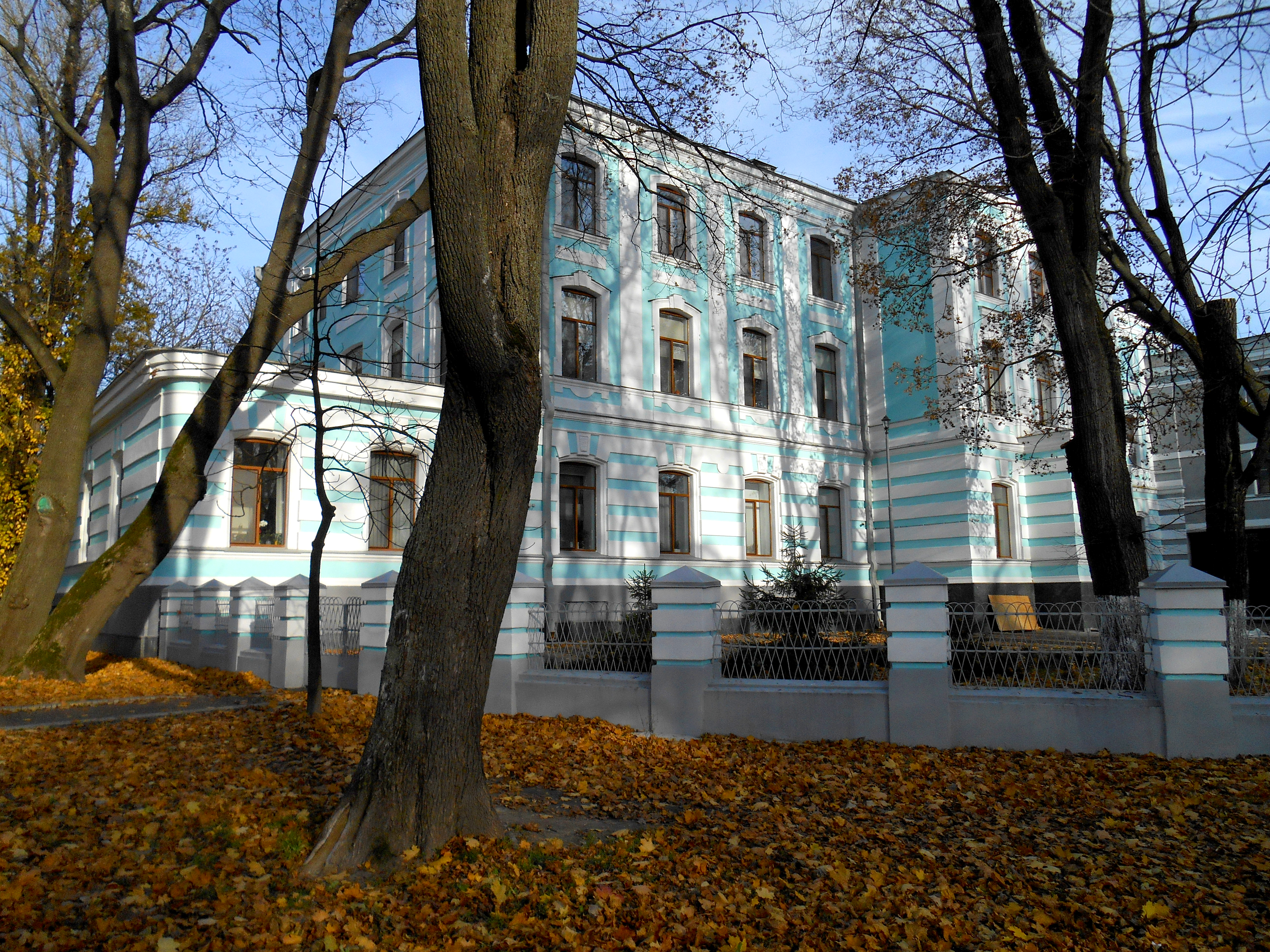
Будинок Київської удільної контори, нині МОЗ, в якому тимчасово мешкала Марко Вовчок у період з 1885 по 1887

Згодом оселилася з чоловіком у російському місті Нальчик Терської області й прожила там до смерті.
Померла Марія Вілінська на 74 році життя 28 липня 1907 року.

## Творчість

### Доробок в українській літературі

Меморіальна дошка на будинку по вулиці Трьохсвятительській в Києві, де в 1902 році перебувала письменниця

Марко Вовчок збагатила українську літературу жанрами соціально-проблемного оповідання («Козачка», «Одарка», «Горпина», «Ледащиця», «Два сини»), баладного оповідання («Чари», «Максим Гримач», «Данило Гурч»), соціальної повісті («Інститутка»), психологічного оповідання й повісті («Павло Чорнокрил», «Три долі»), соціальної казки («Дев'ять братів і десята сестриця Галя»), художнього нарису («Листи з Парижа»
Оповідання Марко Вовчок вийшли в 1857—1865 роках трьома томами (до появи окремого книжного видання, ці оповідання з'являлися в єдиному україномовному журналі Санкт-Петербугу того часу «Основа»). Видання першого тому збірки «Народні оповідання» побачило світ у 1857 році, й до першого тому увійшли 11 оповідань: Сестра, Козачка, Чумак, Одарка, Сон, Панська Воля (пізніша назва «Горпина»), Викуп, Свекруха, «Знай, Ляше!» (пізніша назва «Отець Андрій»), Максим Гримач, та Данило Гурч (пізніша назва «Козацька кров»). Це видання пізніше було передруковано у 1861 році; декілька назв оповідань змінили для оновленого видання 1861 року, зокрема оповідання «Панська Воля» у цьому виданні вийшло з назвою «Горпина», оповідання «Знай, Ляше!» — з назвою «Отець Андрій», а оповідання «Данило Гурч» — з назвою «Козацька кров». У 1862 році з'явився другий том збірки «Народні оповідання», до якого увійшли 5 оповідань: «Три долі», «Ледащиця», «Два сини», «Не до пари», та «Чари». У 1865 році з'явився третій том збірки «Народні оповідання», до якого увійшли 4 дитячі оповідання та повістей: «Девять братів та десята сестриця Галя», «Ведмідь», «Кармелюк», та «Невільничка».
Окрім 20 оповідань, що вийшли у книжному форматі трьома томами в 1857—1865 роках, лише у журнальному вигляді вийшли ще два оповідання Марка Вовчка: оповідання «Від себе не втечеш» (пізніша назва «Павло Чорнокрил»; Спб: журнал «Основа», Кн.1, 1862) та оповідання-казка «Чортова пригода» (початкова назва «Чортище»; написана ще в 1860-ті роки, однак вперше надрукована лише в 1902 році у газеті «Кіевская старина»).
З творчістю Марко Вовчок зросла міжнародна роль української літератури. За свідченням Петка Тодорова, проза письменниці у 1860–1870-х рр. мала вирішальний вплив на розвиток болгарської белетристики. Твори Марка Вовчка за її життя, починаючи з 1859, з'являлися в чеських, болгарських, польських, сербських, словенських перекладах, виходили у Франції, Англії, Німеччині, Італії й інших європейських країнах.

### Маруся
Повість «Маруся» ще за життя Марка Вовчка здобула широку славу за кордоном, адже цю повість, у переробленні П.-Ж. Сталем (псевдонім П'єра-Жуля Етцеля) 1873 року, переклали кількома європейськими мовами й вона стала улюбленою дитячою книжкою у Франції: її відзначено премією Французької академії, міністерство освіти Франції рекомендувало її для шкільних бібліотек.
Питання, якою мовою було написано «Марусю» в оригіналі, залишається відкритим. За однією версією, в оригіналі повість «Маруся» написана Вовчком в 1860-х роках українською мовою, але оскільки у той час друкувати українською мовою в Україні (як частині Російської імперії) було заборонено через появу Валуєвського циркуляра у 1863 році, то повість українською так ніколи і не надрукували, а оригінал було втрачено. За іншою версією, повість була початково написана російською, а підзаголовок «переклад з малоросійської» було додано Вілінською, аби надрукувати повість в журналі перекладної літератури та, ймовірно, обійти можливі цензурні складнощі; українська ж версія повісті в такому разі є пізнішим частковим автоперекладом самої Марко Вовчок з російської. Теперішні україномовні версії «Марусі» — це переклади з російського видання 1871 року.
Вперше повість надруковано у російському варіанті в 1871 році у журналі «Переклади кращих закордонних письменників» («Переводы лучших иностранных писателей») та роком пізніше вже окремою книгою під заголовком «Марко Вовчок. Маруся. Переклад з української з малюнками Клодта та Башилова» («Марко Вовчок. Маруся. Перевод с малороссийского с рисунками Клодта и Башилова»). З цієї версії її українською вперше переклав К. Подолинський., другий переклад назад на українську здійснив відомий український літературознавець Василь Доманицький. З української версії самої Марко Вовчок зберігся VI (отриманий Олександром Дорошкевичем у подарунок від друга чоловіка авторки М. Д. Лобач-Жученка у 1927 році й частково надрукований у 1943 році у його докторській дисертації «Українська проза Марка Вовчка») та V розділи (цей розділ в українському оригіналі згадував Василь Доманицький у XLI томі Літературно-Наукового Вісника за 1908 рік присвяченому пам'яті Марко Вовчок).

### Внесок у російську літературу
Марко Вовчок збагатила російську літературу оповіданнями «Надежда» (укр. Надія), «Маша» (укр. Марічка), «Катерина» (укр. Катерина), «Саша» (укр. Сашко), «Купеческая дочка» (укр. Купеча доня), «Игрушечка» (укр. Цяцька), які увійшли до збірки «Рассказы из народного русского быта» (укр. Розповіді з російського народного побуту, 1859). Також Вовчок проявила себе і як майстер великих прозових жанрів, виступивши в ролі автора проблемних романів і повістей: «Червонный король» (укр. Чирвовий король, 1860), «Тюлевая баба» (укр. Тюлівське бабисько, 1861), «Жили да были три сестры» (укр. Жили були три сестри), пізніша назва — «Три сестры» (укр. Три сестри, 1861), «Глухой городок» (укр. Глухе містечко, 1862), «Живая душа» (укр. Жива душа, 1868), «Записки причетника» (укр. Нотатки паламаря, 1869—1870), «Теплое гнездышко» (укр. Тепле гніздечко, 1873), «В глуши» (укр. У дичині, 1875), «Отдых в деревне» (укр. Відпочинок у селі, 1876—1899).

### Твори українською
Три томи «Народних оповідань»
- Перше видання I тому «Народні оповідання» Марка Вовчка видане Пантелеймоном Кулішем (Спб: Издавъ П. А. Кулішъ [Типографія П. А. Куліша], кінець 1857[33]) До збірки увійшли 11 творів: Сестра, Козачка, Чумак, Одарка, Сон, Панська Воля (пізніша назва «Горпина»), Викуп, Свекруха, «Знай, Ляше!» (пізніша назва «Отець Андрій»), Максим Гримач, Данило Гурч (пізніша назва «Козацька кров»).[34] (pdf (Ukrainica)) (pdf (Chtyvo))
(2-га редакція першого видання видане Миколою Тібленом зі словником українсько-російсько-польським): «Повістки (народні оповідання) Марка Вовчка» (Спб: Типографія Николая Тиблена и Комп., 1861). До збірки увійшли 11 творів: Сестра, Козачка, Чумак, Одарка, Сон, Панська Воля (пізніша назва «Горпина»), Викуп, Свекруха, «Знай, Ляше!» (пізніша назва «Отець Андрій»), Максим Гримач, Данило Гурч (пізніша назва «Козацька кров»)[35] (pdf (Ukrainica)) (pdf (Google Books)) (pdf (Chtyvo))
- Перше видання II тому «Народні оповідання» Марка Вовчка" видане Пантелеймоном Кулішем (Спб: Издавъ П. А. Кулішъ [коштомъ П. А. Лобка], 1862). До збірки увійшли: «Два сини»[36], «Не до пари»[37], «Ледащиця»[38], «Чари»[39] «Три долі»[40][41] (pdf (Chtyvo)) (pdf (Google Books))
- Перше видання III тому «Оповідання» Марка Вовчка" видане Пантелеймоном Кулішем (Спб: Изд. Яковлева; [Друк. П. А. Куліша], 1865). До збірки увійшли: «Кармелюк», «Невільничка», «Дев'ять братів та десята сестриця Галя», «Ведмідь» (пізніша назва «Сестричка Мелася»).[42] (pdf (Ukrainica)) (pdf (Google Books)) (pdf (Chtyvo))

Окремо надруковані повісті та оповідання
- Повість «Інститутка» (початкова назва «Панночка»; Спб: журнал «Основа» No.3, 1862)[43][44]
- Оповідання «Від себе не втечеш» (пізніша назва «Павло Чорнокрил»; Спб: журнал «Основа», No.1, 1862)[45]
- «Викуп». Оповідання Марка Вовчка, Спб, 1862[46]
- Оповідання-казка «Чортова пригода» (початкова назва «Чортище»; написана ще в 1860-ті роки, вперше надрукована 1902 року у газеті «Кіевская старина»)[47].

Незавершені твори
- Повість «Гайдамаки»[48] (написана ще в 1860-ті роки, незавершена версія знайдена у рукописах посмертно й вперше надрукована посмертно у 1908 році у львівському часописі «ЛНВ», 1908).
- Повість «Дяк»,[48] (написана ще в 1860-ті роки, незавершена версія знайдена у рукописах посмертно й вперше надрукована посмертно у 1908 році у львівському часописі «ЛНВ», 1908)
- Казка-оповідання «Як Хапко солоду відрікся»[48] (написана ще в 1860-ті роки, незавершена версія знайдена у рукописах посмертно й вперше надрукована посмертно у 1908 році у львівському часописі «ЛНВ», 1908)

Втрачені або частково втрачені україномовні версії
- Повість «Маруся» (збереглися лише 5 та 6 розділи україномовної версії; решта твору втрачено й існує лише як переклад українською з російської)
- Повість «Пройдисвіт» (написана у 1859—1861 роках; українською існує 1 розділ (у часописі «Вечорниці») та 8-16 розділів (знайдено рукописи посмертно й надруковано у книзі «Марко Вовчок. Посмертні оповідання»); решту твору втрачено і розділи 2-7 існують лише як переклад українською з російської)
  - російськомовний першодрук під назвою Пройди-свѣтъ: «Русское слово». 1862, кн. 5. С.: 1-7 (1 розділ);[49] Сочинения Марка Вовчка: Т.1: Рассказы изъ украинскаго народнаго быта. 1867 (2–16 розділи);
  - україномовні публікації Марко Вовчок: Львів: журнал «Вечерниці» № 10, 1863 (1 розділ); Київ: Друкарня 1-ї Київської Друкарської Спілки. 1919 (1 та 8-16 розділи)). Перший розділ з'явився у часописі «Вечерниці» у 1863 році.[50][51] Решта розділів ймовірного автоперекладу «Вечерниць» за життя Вілінської не друкувались, а посмертно були знайдені та оприлюднені рукописи ймовірного автоперекладу лише 8-16 розділів (у книзі «Марко Вовчок. Посмертні оповідання», Київ, 1919); Див. більше: ЛНВ, Том 7, Випуски 7-9. стор. 18
  - україномовний переклад: У 1904 році повість з'явилася в українському у перекладі Василя Доманицького у III томі збірки «Народні оповідання» (Белєтристична бібліотека. Ч. 66).

Втрачені або частково втрачені твори
- Оповідання «Мотря» (втрачено повністю)[52][53]
- Оповідання «Левко», «Їжак», «Праведний суд», «Ольга Ситниченко», «Весною» (знайдені рукописи уривків цих оповідань посмертно надруковано у 7 томі, книзі 2 збірки Творів Марка Вовчка у 7 томах (Київ: Наукова думка, 1965).

Етнографічно-фольклорні збірки пісень
- Двісти украінських пісень. Співи і слова зібрав: Марко Вовчок; У ноти завів Эдуард Мердке. Лейпциг; Винтертур: Власность и виданне Ритер Бидерманна, 1866. — 56 с.[54]

### Твори російською
Переклади російською
- Автопереклад російською самого Марка Вовчка 9 з 11 оповідань з першого тому «Народних оповідань» вперше надруковано у московському часописі Російський вісник (рос. Русский вестник) у липні-серпні 1858 та у лютому 1859 років[25].
- Переклад російською всіх 11 оповідань із першого тому Народних оповідань під назвою Українські народні оповідання Марка Вочка (рос. Украинские народные рассказы Марка Вовчка) вперше надруковано окремою книжкою у 1859 році (СПб.: Изд. Д. Е. кожанчикова, 1859). Переклад підписаний Іваном Тургенєвим, хоча справжнім перекладачем цього видання найімовірніше був Панько Куліш[55]
- Переклад російською повісті Інститутка під назвою «Институтка» вперше надруковано у 1860 році в журналі Вітчизняні нотатки (рос. Отечественные записки) у російському перекладі підписаному Іваном Тургенєвим, хоча справжнім перекладачем цього видання скоріше за все був Пантелеймон Куліш[55]
- Переклад російською 2 з 5 оповідань з другого тому Народних оповідань (Ледащиця, Три долі) вперше надруковано окремою книжкою у збірці під назвою Нові повісті та оповідання Марка Вовчка. (рос. Новыя повѣсти и рассказы Марка Вовчка) у 1861 році (СПб: Д. Е. Кожанчиков, 1861). Переклад не підписаний, але найімовірніше це автопереклад самого Марка Вочка/Опанаса Марковича.[25]
- Переклад російською всіх 4 оповідань з третього тому Народних оповідань («Девять братів та десята сестриця Галя», «Ведмідь», «Кармелюк», та «Невільничка») вперше надруковано окремою книжкою у збірці під назвою Казки Марка Вовчка (рос. Сказки Марка Вовчка у 1864 році (СПб: Изд. В. Яковлева, 1864).[56]
- Переклад російською решти 3 з 5 оповідань з другого тому Народних оповідань (Два сини, Не до пари, Чари) та оповідання з журналу Основа Від себе не втечеш (пізніша назва Павло Чорнокрил) вперше надруковано у першому томі 4-томної збірки під назвою Оповідання Марка Вовчка (рос. Сочинения Марка Вовчка у 1867 році (СПб: Изд. И. Папина, 1867).[57] Переклад підписаний як автопереклад самого Марка Вочка/Опанаса Марковича.[25]
- Переклад російською оповідання-казки Чортова пригода (початкова назва Чортище; оповідання написаного ще в 1860-ті роки, але вперше надрукованого вже посмертно у 1902 році у газеті Кіевская старина) вперше надруковано у 1902 році у московському тижневику «Народное благо» (NoNo 47, 48) підназвою «Чертова напасть». Переклад підписаний як автопереклад самого Марка Вочка/Опанаса Марковича.[25]

В оригіналі російською
- Збірка російською мовою «Рассказы из русского народного быта» (укр. Розповіді з російського народного побуту, Москва, 1859).
- Оповідання «Лемеривна» (укр. Лимерівна) початкова назва «Бондаровна» (укр. Бондарівна) написане за мотивами балади Панаса Мирного з однойменною назвою, але яке своєю сюжетною будовою, ідейно-художнім змістом значно відрізнялася від п'єси останнього[58]. Уперше надруковано російською у 1863 у журналі «Библиотека для чтения» (укр. Бібліотека для прочитання) у листопаді 1863 році.[59] За життя письменниці, оповідання передрукувалося у 1867 році у I томі збірки «Сочинения Марка Вовчка» (укр. "Оповідання Марко Вочка", Спб: вид. І. Папіна) та у 1896 році у I томі збірки «Полное собрание сочинений» (укр. "Повне зібрання творів", Саратов: Изданіе книжнаго магазина «Саратовскага Дневника» (типографія Штерцерь и Ко.)). У 1904 році оповідання з'явилося в українському перекладі Василя Доманицького у III томі збірки «Народні оповідання» (Белєтристична бібліотека. Ч. 66).
- Повісті та оповідання «Тюлевая баба» (укр. Тюлівське бабисько; україномовний переклад Василя Доманицького під назвою Тюлева баба з'явився у 1904 році у III томі збірки «Народні оповідання» (Белєтристична бібліотека. Ч. 66)), «Глухой городок» (укр. Глухий городок; україномовний переклад Василя Доманицького з'явився у 1904 році у III томі збірки «Народні оповідання» (Белєтристична бібліотека. Ч. 66)), «Маруся» (укр. Марічка; україномовний переклад К. Подолинського (невідомого року) та Василя Доманицького (1904 року; надруковано у III томі збірки «Народні оповідання» (Белєтристична бібліотека. Ч. 66)) тощо.
- Близько ста перекладів російською, зокрема російські переклади 16 книг Жуля Верна. Авторство більшості перекладів авторки російською оскаржується літературними критиками, детальніше див. розділ «Скандали».

### Твори французькою
Перелік французькомовних творів Марії Вілінської дається за 6 томом семитомного зібрання творів Марка Вовчка виданого у 1964—1965 роках у київському видавництві «Наукова думка»., Однак, навіть твори, які подаються тут як «власні оповідання французькою» та «власні переклади власних творів французькою» найімовірніше були зроблені у співавторстві з П'єром-Жулем Етцелем (псевдо P.-J. Stahl), а деякі французькомовні твори, авторство яких російські літературознавці приписують Вілінській, як от оповідання «Cerf-Agile: Histoire D'Un Petit Sauvage» (укр. «Прудкий олень: оповідання про маленького дикуна», 1876) чи «La petite soeur. Souvenir D'un Voyage En Diligence» (укр. «Маленька сестричка. Спомини про подорож каретою», 1870) насправді взагалі є творами лише П'єр-Жуль Етцелеля (псевдо P.-J. Stahl).
Власні оповідання французькою
- Оповідання «Dure-Epine et Bonne-Rose» (укр. «Зла колючка і добра троянда», 1866—1867)[65]. Це оповідання написано й вперше надруковано у парижському журналі «Magazin d’éducation et de récréation» (укр. «Журнал виховання і розваги») у 1867 році.

Власні (авто)переклади власних творів французькою
- Переклад повісті «Лихой человек» (укр. Лиха людина) під назвою «Un amour fatal» (укр. Фатальне кохання) — цей переклад вперше надруковано 1870 року у парижському журналі «Revue contemporaine» (укр. «?»))
- Переклад повісті «Записки причетника» (укр. Нотатки паламаря) під назвою «Popes et popesses»" (укр. «Татки й матки»).) — цей переклад вперше надруковано 1870 року у парижському журналі «Le Temps» (укр. «?»))
- переклад повісті «Совершенная курица» під назвою «Fingal et Poulette» (укр. «Фінгал та курочка») — цей переклад вперше надруковано у 1906 році окремою книжкою у виданні Оллендоффа

Оповідання французькою у спів-авторстві з П'єром-Жулем Етцелем (псевдо P.-J. Stahl)
- Повість «Le chemin glissant» (укр. «Слизький шлях», 1871)[66] — цей твір написано у спів-авторстві з П'єром-Жулем Етцелем (псевдо P.-J. Stahl). Цей твір вперше надруковано у 1871 році у парижському журналі «Magazin d’éducation et de récréation» (укр. «Журнал виховання і розваги»)
- Оповідання «L'ours de Sibérie et mademoiselle Qatre-Epingles» (укр. «Сибірський ведмідь та пані Кватре-Епінґле», 1869)[67] — цей твір написано у спів-авторстві з П'єром-Жулем Етцелем (псевдо P.-J. Stahl). Цей твір вперше надруковано у 1869 році окремою книжкою у серії видань Bibliotheque d'education el de recration. Collection Hetzel (укр. «Бібліотека освіти та відпочинку. Колекція Етцеля»

Переклади французькою власних творів у співавторстві з П'єром-Жулем Етцелем (псевдо P.-J. Stahl)
- Французький переклад оповідання-казки «Ведмідь» під назвою «Melassia» та французький переклад повісті-казки «Маруся» під назвою «Marussia» у спів-авторстві з П'єром-Жулем Етцелем (псевдо P.-J. Stahl). Французькомовна Marussia підписана як оригінальний твір П'єр-Жуль Етцеля «за сюжетом Марка Вовчка». Ці переклади вперше надруковано у парижському журналі «Magazin d’éducation et de récréation» (укр. «Журнал виховання і розваги»))
- Спрощений та скорочений французький переклад оповідання-казки «Королевна Я» (укр. «Королева я») під назвою «Mademoiselle Moi» (укр. «Панянка я», 1868—1869)[68] у спів-авторстві з П'єром-Жулем Етцелем (псевдо P.-J. Stahl). Цей спрощений переклад вперше надруковано у 1868—1869 роках у парижському журналі «Magazin d’éducation et de récréation» (укр. «Журнал виховання і розваги»))
- Французький переклад невідомого оповідання-казки під назвою «Le voyage en glaçon» (укр. «Мандрівка на крижні», 1868—1869),[69] У журналі після підпису «Marko Wovzok» зазначено: «Imité du russe par P.J. Stahl» («з російської переклав П.-Ж. Сталь»), проте невідомо з якого саме російськомовного твору Вілінської зроблений цей переклад. Цей переклад вперше надруковано у 1868—1869 роках у парижському журналі «Magazin d’éducation et de récréation» (укр. «Журнал виховання і розваги»))

## Переклади українською
Маруся
Перший переклад повісті Маруся українською здійснив К. Подолинський. Другий переклад українською здійснив та вперше видав у 1904 році відомий український літературознавець Василь Доманицький.
- Марко Вовчок. Промітний Чміль. Пер з рос.: Микола Гладкий // Твори Марка Вовчка в 3 томах: Т. 3. Пер з рос.: Василь Доманицький, Микола Гладкий та ін.; за ред., з вступ. ст і прим. Олександра Дорошкевича. Хаків: Держвидав України. 1927. 356 стор.: ?-? (Бібліотека українських класиків)[70]
  - (передрук) Марко Вовчок. Промітний Чміль. Пер з рос.: Микола Гладкий. // Твори Марка Вовчка в 3 томах: Т. 3. Пер з рос.: Василь Доманицький, Микола Гладкий та ін.; за ред., з вступ. ст і прим. Олександра Дорошкевича. Хаків: ЛіМ; Інститут Тараса Шевченка. 1932. 248 с.: ?-? (2-ге вид.)

## Тематика та особливості творчості
Найвищого мистецького рівня досягла Марко Вовчок у зображенні трагічної долі української жінки-кріпачки, яка в тогочасному суспільстві була найбільш гнобленою, приниженою й безправною істотою. Цей образ посідає центральне місце в «Народних оповіданнях». Основною тематикою творчості Вовчок є трагізм життя селянства за часів кріпаччини.

## Скандали

### Авторство україномовних творів

Опанас Маркович та Марія Вілінська

Авторство україномовних творів Марка Вовчка понині дискутується. Велика частина епістолярної спадщини Марії Вілінської та оригінальні рукописи україномовних творів з «Народних оповідань» майже не збереглися, зокрема через те, що після смерті Вілінської її архів суттєво почистили другий чоловік Михайло Лобач-Жученко та син від першого шлюбу Богдан Маркович.
Три основних теорії щодо авторства україномовних творів Марка Вовчка:
1. авторкою головно була Марія Вілінська, а роль Опанаса Марковича була маргінальна
2. автором головно був Опанас Маркович, а роль Марії Вілінської була маргінальна
3. Вілінська та Маркович були приблизно порівну співавторами.

Питання щодо справжності авторства україномовних творів Марка Вовчка почали з'являтися ще у 1860-х за життя Марії Вілінської та Опанаса Марковича, коли українські колеги-письменники почали підносити це питання. Не допомагало розсіяти підозри сучасників і те що, за словами одного з біографів Марковича Олександра Лазаревського, на всі запитання письменників-колег до Марковича про те, «як то вийшло, що його дружина – за походженням росіянка, яка української мови до знайомства з ним не знала – спромоглася у такий короткий термін вивчити українську мову та написати такі гарні твори?», Маркович завжди загадково відповідав, що «мовляв, талант».
Серед прибічників тези про співавторство Вілінської та Марковича був зокрема і редактор її magnum opus «Народні оповідання» Пантелеймон Куліш, який стверджував, що «ті оповідання писали вдвох Марія й Опанас», а також Омелян Огоновський, Дмитро Дорошенко тощо.
Серед прибічників тези про головне авторство Марковича була, зокрема, Марія Грінченко, яка стверджувала, що його слід визнати головним автором збірки, а Марію Вілінську — лише співробітницею свого чоловіка, а також Олена Пчілка (яка, на додачу до Марковича, вважала Куліша як редактора-співавтора), Іван Стешенко тощо.
Серед аргументів прибічників теорії про головне авторство чи про співавторство Марковича в україномовних творів Марка Вовчка, наступні три-чотири є основними
По-перше, особисті свідчення Куліша про те, що Марія й Омелян Марковичі писали «Народні оповідання» разом. Свідчення Куліша як редактора збірки та близького знайомого родини Марковичів, приймала на віру більшість тогочасної української інтелігенції, і лише Іван Франко 1902 року першим поставив їх під сумнів, заявивши, що роль чоловіка в написанні творів Марко Вовчок «вимагає основної перевірки».
По-друге, рідна мова Вовчок була російською, українську вона вивчила лише у зрілому віці. Так, Олена Пчілка у одному з своїх листів, адресованих Огоновському, зокрема, зазначила:
«Бо справді, яке-то колись було неславне для української мови й літератури переконання, що нібито якась перша-ліпша кацапка, зроду не чувши української мови, ледве захотіла, у два дні перейняла мову зо всіма найтонкішими її властивостями й почала писати по-українськи, та ще як – краще всіх українських повістярів.»
Цей сумнів підтверджувало те, що зі своїми сучасниками українськими письменниками Вілінська не спілкувалася українською, а лише російською, а єдине, що українські сучасники могли почути від Вілінської українською, було виконання українських народних пісень. Так, у своєму некролозі 1908 року Ганна Барвінок писала, що «з розмови [Вілінської] не видно було, щоб вона [українською] мовою володіла. Усе розмовляла не по нашому. А як [українську] пісеньку співала, то вимовляла добре». Крім цього, цей сумнів також підтверджувало й те, що Вовчок дуже раптово перестала писати українською наприкінці 1860-х, відразу після розлученням з Марковичем, та не написала жодного українського твору в наступні 40 років. Так, Сергій Єфремов у своєму некрологу Вовчку згадує слова Омеляна Огоновського, які той написав невдовзі після смерті Опанаса Марковича:
«Коли вмер Опанас Маркович у 1867 році то й Марія вмерла для літератури української.»
По-третє, всі твори Марка Вовчка російською були набагато слабшими за українські твори, що наштовхує на думку про різне авторство українських та російських творів Марка Вовчка. Так, Іван Франко у своєму некрологу під назвою «Марія Маркович (Марко Вовчок). Посмертна згадка» зазначив:
Ще одна різниця заходить між її українськими і російськими творами. Хто читав українського Марка Вовчка, той хоч би який запеклий теоретик, напевно стоятиме під впливом чару й розкішності його чудової мови. В московських творах Марка Вовчка, на дивне диво, зовсім навпаки: мова ординарна, безбарвна, неорганічна мішанина людової великоруської з мовою канцелярії та школи, густо підсипана українізмами, українськими поговірками та піснями. Так і чуєш, читаючи ті оповідання, що вони неначе переклади з якоїсь іншої мови, рідної і натуральної мови авторки. Тут у неї і горрендні партиципіальні конструкції, яких ніколи не побачите в її українських писаннях, і безбарвні та шаблонові розмови панів, а навіть розмови властивих її героїнь, кріпачок, не мають того блиску і колоритності, що в українських оповіданнях.
Схожої думки до Франка був і Іван Стешенко, який у своїй праці 1908 року «Марко Вовчок і його українські твори» говорив, що:
проти авторства повного свідчить факт ріжної художньої гідности російських (слабих) і українських (гарних) творів.
По-четверте, стверджувалося, що Марія Вілінська не знала українського народного життя, а тому національному колориту «Народних оповідань» має завдячувати чоловікові, знаному етнографу. Зокрема, Марія Грінченко запевняла, що:
«слушне припущення, що Маркович, який виріс серед малоросійського народу, вивчав його, глибоко заглядав у його душу, брав дуже велику участь у написанні „Оповідань“»
Оригінальний текст (рос.)
[основательно предположеніе, что Марковичъ, выросшій среди малорусскаго народа, изучавшый его, глубоко засматривавшій въ его душу, принималъ очень большое участіе въ писаніи „Оповідань“] Помилка: {{Lang}}: текст вже має курсивний шрифт (допомога)
Після смерті письменниці визнання здобула праця Василя Доманицького 1908 року «Марія Олександрівна Маркович — авторка „Народніх оповідань“ (на основі нових матеріялів)», яка майже зняла сумніви щодо належності «Народних оповідань» її перу і на довгі роки основною стала версія про те, що саме Марія Вілінська була авторкою україномовних творів Марка Вовчка, а авторство чи співавторство Опанаса Марковича заперечувалося. Основними аргументами праці Доманицького були:
1. Марія Вілінська мала хист до вивчення мов, і до 1857 року вже добре володіла українською. Дослідивши листи Вілінської та Маркевича, Доманицький доводить, що саме листи Марії, а не Опанаса, близькі до мови збірки: «для тих, кого досі брав сумнів, або схилявся до того, що автором „Оповідань“ (щодо мови) був Опанас Васильович, я пораджу прочитати поруч з листами Марії Олександрівни листи Опанаса Васильовича — тяжкі, многоглаголеві і сухі, без того ніжного чуття, що проймає кожен рядок писань Марка Вовчка, чи то воно буде оповідання, чи листи (поки що вони не видруковані)»;
2. Марко Вовчок не була чистою росіянкою, маючи також польське та литвинське коріння по матері, а її батько був «уродженець західних губерній» Російської імперії. Крім того, вона навчалася в приватному пансіоні в Харкові, тож українська мова не була для неї чужою. Доманицький вважає близьким до істини припущення Франка, що «вона походила з української чи, може, з польсько-української сім'ї, про яку не знаємо нічого ближче. Правдоподібно, й знання української мови вона винесла з рідного дому»;
3. Вілінська українізувалася і під впливом Маркевича, і сама: в гуртку українців у Чернігові, і кумуючи в простих людей у Києві, і особливо в Немирові завдяки вчителю І. П. Дорошенку. Українська була мовою спілкування в родині, нею почав говорити й син Богдан. Доманицький робить висновок, що Марко Вовчок добре знала українську мову та історію.
4. Зрештою, і після смерті чоловіка письменниця добре спілкувалася українською, що, зокрема, підтвердив і Франко: «Появивши ся 1902 р. в редакції „Кіевской Старины“ вона просто здивувала співробітників сього журнала красою й чистотою своєї української мови»[8].

Після виходу цієї праці, зокрема й з огляду на значний авторитет Доманицького як текстолога й шевченкознавця, до з 1900 по 1990-ті роки до питання в наукових колах не поверталися, оскільки ця праця, за словами Сергія Єфремова, майже зняла сумніви щодо належності «Народних оповідань» перу Марії Вілінської.
Однак у 1990 році Юрій Бойко повернувся до цього питання та ставить під сумнів тези Доманицького про одноосібне авторство Марії Вілінської, подаючи приклади чому висновки Доманицького були невірними, й надаючи аргументи, що україномовні твори Марка Вовчка були ймовірно написані у співавторстві Марковича та Вілінської, та повторюючи тезу Івана Стешенка з його праці 1908 року, про те, що сама Вілінська не могла написати твори з таким знанням української мови та культури та схиляючись до думки, що Вілінській належали лише фабули::
«Я припускаю, що теми оповідань, розвиток мотивів у них, належав письменниці, вона могла творити якусь схему твору, завжди нескладну, а мовне розгорнення наміченого давав її чоловік, який її безмежно любив, сам був, як ми вже бачили, надзвичайно скромний, а дружину хотів увінчати славою.»

### Авторство російськомовних перекладів
24 травня 1870 Марія Вілінська підписала контракт з петербурзьким видавцем Семеном Звонарьовим про укладання нею та редагування ілюстрованого місячника «Переводы лучших иностранных писателей». За цю роботу щороку мала отримувати 2 тис. руб. сріблом. Крім того, за кожен переклад для цього видання обіцяли 25 руб. на друкований аркуш. Вілінська погодилася, щоб виплатити борги з перебування в Парижі.
Письменниця всього не встигала, тому найняла перекладачок — дівчат із провінції, яким платила по 10 руб. за друкований аркуш перекладу. Перекладені ними твори підписувала своїм прізвищем, справжні авторки претензій не висували.
Перші номери місячника розійшлися вдало. Але письменниця казала перекладачкам, що продажі йдуть погано, тож поки вона може виплатити кожній лише половину гонорару. Решту обіцяла віддати пізніше, чого не зробила. Одна з перекладачок, Катерина Керстен, почала вимагати законну платню. Не отримавши нічого й відчуваючи фінансову скруту, Керстен узяла на переклад кілька казок Андерсена і подала Вовчок переклади, зроблені та видані кілька років тому Марією Трубниковою й Надією Стасовою. Вовчок не читала рукописи, підписала і віддала у друк. Коли місячник вийшов, Керстен надіслала примірники Трубніковій і Стасовій. Ті спочатку вирішили не псувати репутацію літераторки. Та за кілька місяців знову з'явилися їхні переклади казок під прізвищем Вовчок. Після цього брат однієї з перекладачок, критик і публіцист Володимир Стасов опублікував у газеті «Санкт-Петербургские ведомости» статтю «Щось дуже негарне», в якій і звинуватив Вовчок у плагіаті.
Третейський суд із 19 літераторів визнав Вовчок винною. Зізнатися, що переклад украла не вона, письменниця не могла, адже ніхто не знав про найманих перекладачок. Після цього випадку переїхала у глибоку провінцію — в маєток знайомих на хуторі Долинський поблизу м. Нальчик тодішньої Терської губернії (нині курортний район м. Нальчик).

## Вшанування пам'яті

### Пам'ятник

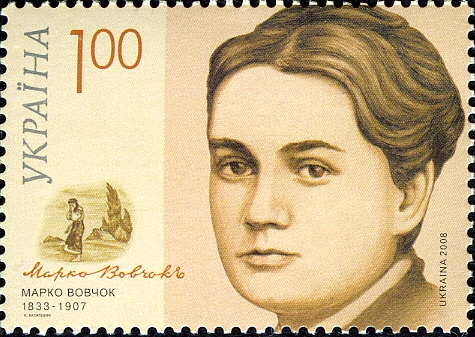
Поштова марка, 2008 р.

- 4 серпня 1978 року в російському місті Нальчик Кабардино-Балкарського краю відкрито пам'ятник Марії Вілінській. Автор скульптури — український скульптор Василь Фещенко. Будинок у Нальчику, де письменниця жила в останні роки життя було перетворено у музей після смерті Марко Вовчок у 1907 році.[84].

### Музей
- 10 серпня 1985 року в українському місті Богуславі Київської області відкрито меморіальний музей-садибу Марко Вовчок у будинку, де Марія Вілінська та її другий чоловік Михайло Лобач-Жученко мешкали у 1885—1886 роках, а на подвір'ї меморіального музею-садиби встановлено погруддя Марії Вілінської роботи скульптора Тараса Братерського[85].

### У літературі
У літературі з'явилося кілька художньо-біографічних книг про життя Марії Вілінської.
- У 1930 році Віктор Домонтович зробив спробу написати художньо-біографічний роман «Мовчуще божество» (у 1930 році Домонтович видав у No. а (1-му номері) альманаху «Авангард-Альманах» лише коротку версію роману під назвою Марко Вовчок. «Мовчуще божество»[86], але так і не зміг завершити й видати цей роман повністю за життя, й твір у незавершеній формі було вперше видано у книжному форматі вже посмертно у Нью-Йорку в 1988—1989 роках у тритомнику «Проза у трьох томах», Ню-Йорк: Сучасність, серія «Бібліотека Прологу і Сучасності»).
- У 1973 році Оксана Іваненко написала й видала художньо-біографічний роман «Марія», який широко перевидавали в радянській Україні (1973, Київ: «Радянський письменник»; 1977, Київ: Дніпро; 1986, Київ: Дніпро; 1988, Київ: Радянська школа; рос. переклад Арсена Островского: 1985, Москва: Советский писатель).
- У 2015 році Ірен Роздобудько у новелі «Немов магніт» (збірка новел «Зроби це ніжно». Нора-Друк, 2015, ISBN 978-966-8659-51-5, 978-617-688-009-7) представила белетристичну біографію Марка Вовчка.

Плакат конкурсу 2020 року

### У кіно
- Документальний фільм «Мовчазне божество» (2006). Фільм входить до збірки «Українські літератори ХІХ ст.» серіалу «Гра долі» студії «Віател». Хронометраж фільму становить 14 хв. 4 сек. Режисером є Василь Вітер. Автором Юлія Шпачинська. Ведучою Наталка Сопіт. Текст читає Тарас Денисенко.
- Життю й творчості письменниці присвячено короткометражний телевізійний документальний фільм «Марко Вовчок. Таємнича зірка» (2014).

### Ювілеї
- В українських державних установах, на державному рівні у 2007 році відзначали 100 років з дня смерті Марко Вовчок[87].

### Конкурс
- Літературний конкурс «Богуславська мініатюра». Організатори — садиба зеленого туризму Готель «Два коти», музей історії Богуславщини, літературна спільнота «Екзистенція». Проводиться з 2020 року. Перший конкурс був присвячений 135-річчю переїзду Марко Вовчок до Богуслава[88]. Конкурс проводиться щорічно[89][90]. Сторінка конкурс у Фейсбук.

### Вулиці
Вулиці названі на честь Марко Вовчок названо у Києві, Львові, Рівне, Дніпрі, Сумах, Кропивницькому та в інших міста і селах України. Також є вулиця Марко Вовчок в районі Долинськ міста Нальчик (Кабардино-Балкарія).

## Додаткова література
- Пчілка О. Марія Марковичка (Марко Вовчок): некрольоґ. Полтава: Рідний Край. Число 1-6 від 20 жовтня 1907 року. С.4
- Барвінок Г. Спомини про Марка Вовчка. Полтава: «Рідний край», число 1 за Січень 1909. С. 9-11 (стаття датована 30 серпня 1907 року)
- Єфремов С. Помер Марко Вовчок. Київ: газета Рада. 1907, № 206—208, 210—211
- Д[орошенко] Д. Памяти М. О. Маркович (Марко Вовчок). — Київ : журнал Україна, Рік перший. Том III липень-серпень, 1907. — С. 218-223.
- Франко І. Марія Маркович (Марко Вовчок): Посмертна згадка. — Львів : часопис ЛНВ, Т. 39, 1907. — С. 381–384.
- Барвінський Б. Писання Марка Вовчка в Галичині. Київ: журнал «Україна». 1929. січень-лютий. № 32. стор. 46–47
- Брандіс Є. Марко Вовчок. Переклад з російської: Л. Малахова та Н. Петрушевська. Київ: Дніпро, 1975. 365 стор.
- Грицай М. Марко Вовчок. Творчий шлях. — К., 1983.
- Зеров М. Марко Вовчок; Марко Вовчок. Творчість; Критика про Марка Вовчка // Зеров М. Твори: У 2 т. — К., 1990. — Т. 2. — С. 224—235.
- Крутікова Н. Сторінки творчого життя (Марко Вовчок в житті і праці). — К., 1965.
- Куліш П. Взгляд на малороссийскую словесность по случаю вьіхода в свет книги «Народні оповідання Марка Вовчка» // Куліш П. Твори: У 2 т. — К., 1989. — Т. 2. — С. 477—484.
- Лобач-Жученко Б. Про Марка Вовчка: сторінки до біографії письменниці. Переклад з російської: Оксана Василенко. Київ: Дніпро, 1979. 312 стор.
- Лобач-Жученко Б. Літопис життя і творчості Марка Вовчка. Переклад з російської: Оксана Василенко. Київ: Дніпро, 1983 2-ге вид., доповнене. 462 стор. (1-ше видання 1969)
- Марко Вовчок в критиці: Збірник статей, рецензій, висловлювань. — К., 1955.
- Марко Вовчок: Статті і дослідження: збірник наукових праць. Редакторська колеґія: О. Зазенко, Н. Крутікова, Д. Чалий. Київ: Видавництво АН. УРСР, 1957. 360 стор.
- Недзвідський А. Марко Вовчок. Семінарій. — К., 1981.
- Погребенник В. Марко Вовчок (Марія Вілінська) // Українська класична література (кінець ХІ — ХХ ст.). — Львів, 1998. — С. 56 — 61.
- Тараненко М. Марко Вовчок: Літературний портрет. — К., 1958.
- Томенко М. Марко Вовчок: «Фатальна жінка» української літератури — Слово Просвіти, № 1-2, січень 2020 [Архівовано 9 січня 2020 у Wayback Machine.]
- Франко І. Нарис історії українсько-руської літератури до 1890 р. // Франко І. Зібр. творів: У 50 т. — К., 1976—1986. — Т. 41. — С. 301—302.
- Хоменко Б. Народні джерела творчості Марка Вовчка: На матеріалах української прози. — Київ: Вища школа, 1977. — 174 с.
- Чопик Р. Вовчок // Слово і час. — 2007. — № 8. — С. 3-14.
- Олекса Засенко. Марко Вовчок. Життя, творчість, місце в історії літератури. — Київ : Видавництво АН УРСР, 1964. — 655 с.